# Bracon tenuistriatus
Bracon tenuistriatus är en stekelart som beskrevs av Gaspard Auguste Brullé 1846. Bracon tenuistriatus ingår i släktet Bracon och familjen bracksteklar. Inga underarter finns listade.